# Anita Punt
Pour les articles homonymes, voir Punt.
Anita Punt (épouse McLaren), est une joueuse de hockey sur gazon néo-zélandaise née le 2 octobre 1987 à Nelson.

## Carrière
Avec l'équipe de Nouvelle-Zélande féminine de hockey sur gazon, elle est médaillée de bronze en Champions Trophy en 2011 et aux jeux de Commonwealth en 2014, médaillée d'argent aux jeux de Commonwealth en 2010 et médaillée d'or en Champions Challenge en 2009 et aux jeux de Commonwealth en 2018.